# Pleurisanthes howardii
Pleurisanthes howardii är en tvåhjärtbladig växtart som beskrevs av R.Duno, Riina & P.E.Berry. Pleurisanthes howardii ingår i släktet Pleurisanthes och familjen Icacinaceae. Inga underarter finns listade i Catalogue of Life.